# آرمن‌پرس
آرمن‌پرس (ارمنی: Արմենպրես) قدیمی‌ترین و همچنین خبرگزاری رسمی در کشور ارمنستان می‌باشد.
این خبرگزاری در تاریخ ۱۸ دسامبر ۱۹۱۸ توسط دولت اولین جمهوری ارمنستان با عنوان «آژانس تلگراف ارمنستان» (ارمنی: Հայաստանի հեռագրական գործակալություն) تأسیس شد. سیمون وراتسیان نقش مهمی در ایجاد این خبرگزاری ایفا نمود.
خبرگزاری آرمن پرس به ده زبان ارمنی، روسی، انگلیسی، عربی، ترکی، فرانسوی، اسپانیایی، گرجی، چینی و فارسی فعالیت می کند. این خبرگزاری در اتحادیه‌های مختلف خبرگزای های منطقه‌ای عضویت دارد و با 20 خبرگزاری مطرح جهان قرار داد همکاری دارد.

## مدیران
- سیمون وراتسیان
- هاکوب تر-هاکوبیان[الف]
- آرتاشس نازاریان[ب]
- وارتگس آهارونیان
- نرسس بابایان[پ]
- هوهانس کالانتاریان[ت]
- یغیا جوبار
- میکائیل تسیتسیکیان[ث]
- گغام آنتلپیان[ج]
- هوهانس دورگریان[چ]
- هاکوب خاچاتریان[ح]
- آرشاویر بارخوداریان[خ]
- آشوت هاخومیان[د]
- واهان تسویان
- گارنیک قازاریان
- آغاسی وارطانیان
- آشیک قازاریان
- آشوت استپانیان[ذ]
- رافائل شیرویان[ر]
- آرامائیس سارگسیان
- آرتاوازد خاچیکیان
- مارتونی خاچاتریان[ز]
- استپان بوغوسیان
- آرتاک وارداتاریان
- گئورگ هوهانیسیان
- آشوت آنتینیان[ژ]
- تیگران هاکوبیان (روزنامه‌نگار)
- مسروب هاروتیونیان
- هرایر زوریان[س]
- آرام آنانیان